# Mercury Grand Marquis
De Mercury Grand Marquis was een achterwielaangedreven sedan, gemaakt door Mercury van de Ford Motor Company en gebouwd in de St. Thomas Assembly fabriek in Canada en daarvoor in Saint Louis, Missouri tot en met 1985. Het is ook de enige verkochte wagen in Canada die het Mercury embleem draagt. Op 4 januari 2011 werd het merk Mercury opgeheven.
De Grand Marquis, het vlaggenschip van Mercury is een luxeuze versie van de Ford Crown Victoria. Er bestonden vijf types van deze wagen: GS (het basismodel), GS Convenience, LS Premium, LS Ultimate en de LSE. Het type kon bepaald worden op basis van karakters vijf, zes en zeven van het identificatienummer van de wagen. Een Grand Marquis GS werd aangeduid als “M74” en een Grand Marquis LS/LSE als “M75”.
De Marquis werd gebouwd op hetzelfde “Panter”-platform als de Ford Crown Victoria, Lincoln Town Car en ook de Mercury Marauder. De Lincoln Town Car werd in dezelfde fabriek gebouwd als de Grand Marquis nadat de Ford Wixom fabriek gesloten werd. Alle recente ‘Panter’-modellen Ford 4.6 liter SOHC V8-motor met 190pk, 210 pk, 224 pk of 239 pk afhankelijk van het modeljaar als aandrijving. De latere modellen (2001 en later) hadden de zwaardere motoren.

## Introductie
De "Grand Marquis" werd geïntroduceerd in 1975 als grote broer van de Marquis "Brougham", maar kwam voor het eerst op de markt als zelfstandig model in 1983. Sindsdien zijn er drie generaties Grand Marquis geweest. Met een volledig nieuw ontwerp in 1992 en in 1998. Sinds de introductie werden er meer dan 3 miljoen Grand Marquis’ verkocht.

## Eerste generatie (1983-1992)

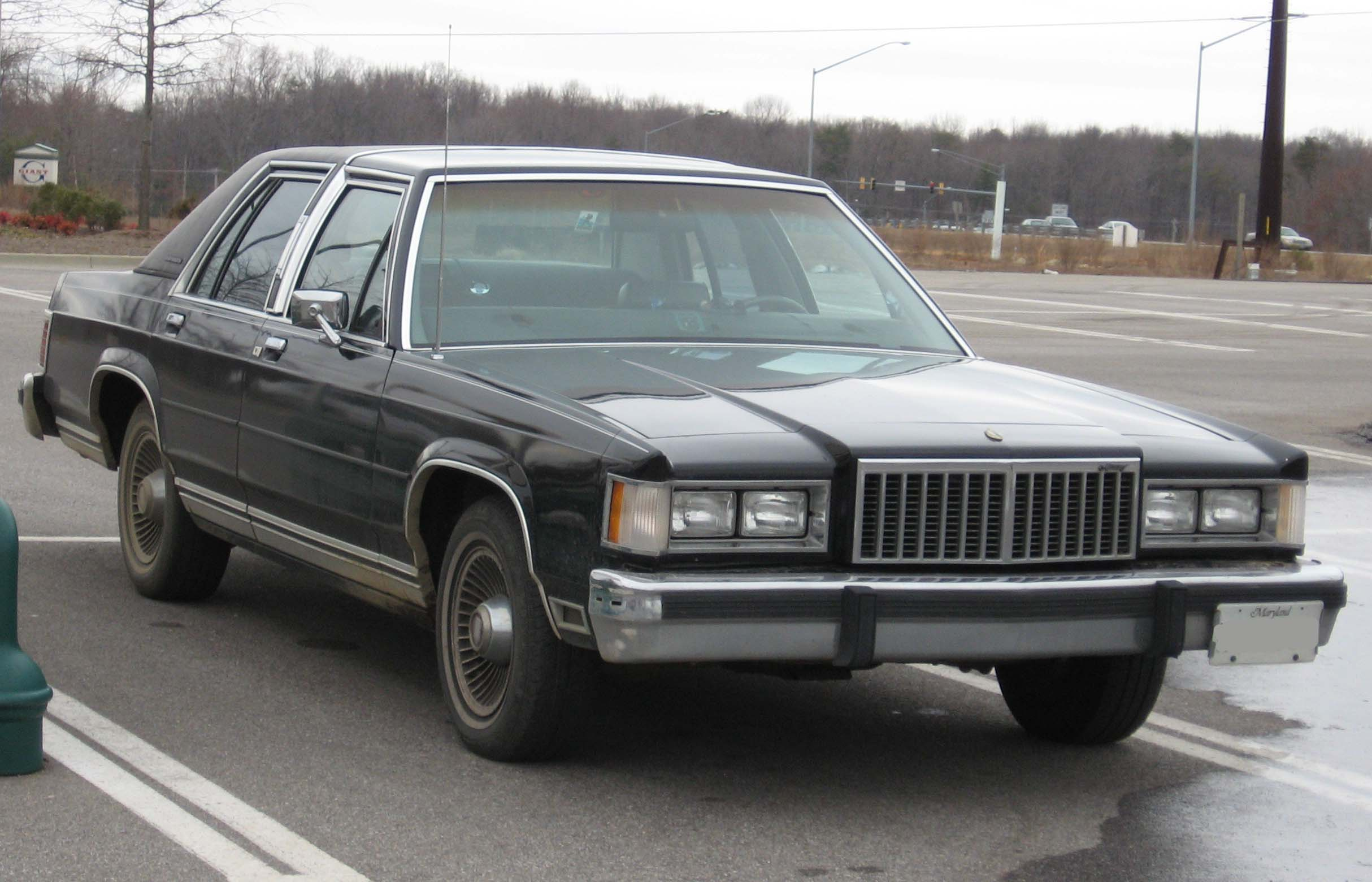
Eerste generatie

De eerste generatie kwam in 1983 in de showrooms. De grotere versie van de Mercury Marquis stond op een ‘Panter’ platform in plaats van op een Fox-platform en werd dé sedan van Mercury. Het model had een nieuwe grille en maakte gebruik van een CFI (Central Fuel Injection). In de eerste wagens werd alleen een Windsor V8 motor aangeboden, met de keuze uit een automatische versnelling of een handgeschakelde vier-versnellingenbak. Het model verkocht goed en werd tot 1986 niet veranderd. In dat jaar werd een ander type brandstofinjectie geïntroduceerd. In 1988 kreeg de wagen een facelift. Deze facelift hield een nieuwe grille en het nieuwe logo van Mercury in. De productie van het coupé-model werd gestaakt, vanwege lage verkoopcijfers. In 1990 kreeg het ontwerp een nieuw dashboard en vanaf 1991 werden de wagens met airbags geleverd. Meer werd er niet aan het ontwerp gewijzigd, omdat er ondertussen een nieuw model klaar stond.

## Tweede generatie (1992-1998)

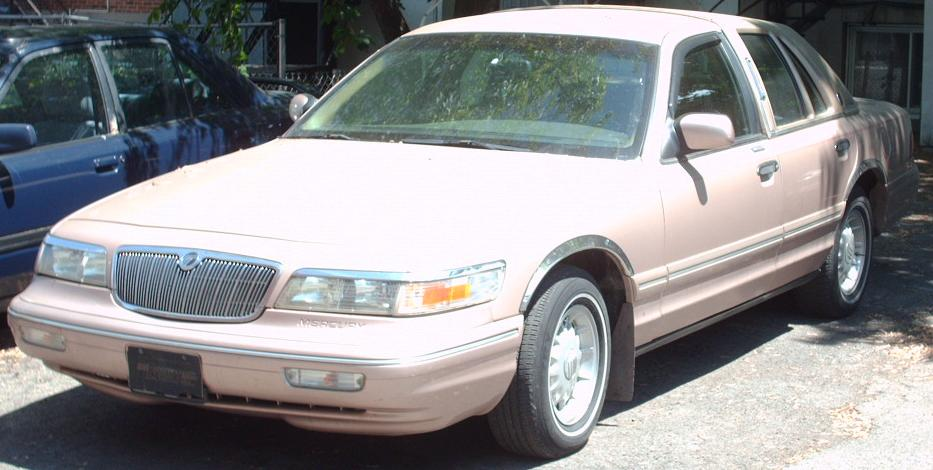
Tweede generatie

In 1992 kreeg de Grand Marquis een volledig nieuw ontwerp met een gestroomlijnd uiterlijk. Het design leek sterk op dat van de Ford Taurus. Het nieuwe ontwerp zorgde door een lagere luchtweerstand voor een lager brandstofverbruik. Het interieur werd ook volledig vernieuwd met gebruikmaking van modernere materialen. Het dashboard werd makkelijker te bedienen. Aan de veiligheid werd ook gedacht: alle wielen kregen schijfremmen en een zij-airbags werden als optie leverbaar. Een grote verandering was het motorblok, de 4,6 liter SOHC modular V8, die in de plaats kwam van de Windsor. De nieuwe wagen was succesvol en werd de eerste jaren slechts op enkele punten aangepast. In 1995 kreeg de wagen een facelift met een nieuwe grille, koplampen en wielen. Het interieur kreeg een nieuw dashboard en onderging nog wat kleine veranderingen.
In 1995 kwamen er wederom kleine wijzigingen aan dashboard, grille en koplampen en achterlichten. Ook de nummerplaat achter verhuisde van de bumper naar de kofferbakdeksel.
Tevens was er in deze generatie (1995-1997) het bekende HPP-pakket leverbaar, Handling Performance Package. Dit bestond uit een wat straffer onderstel en vering, een dubbele uitlaat en 16 inch-wielen.

## Derde generatie (1998-2011)

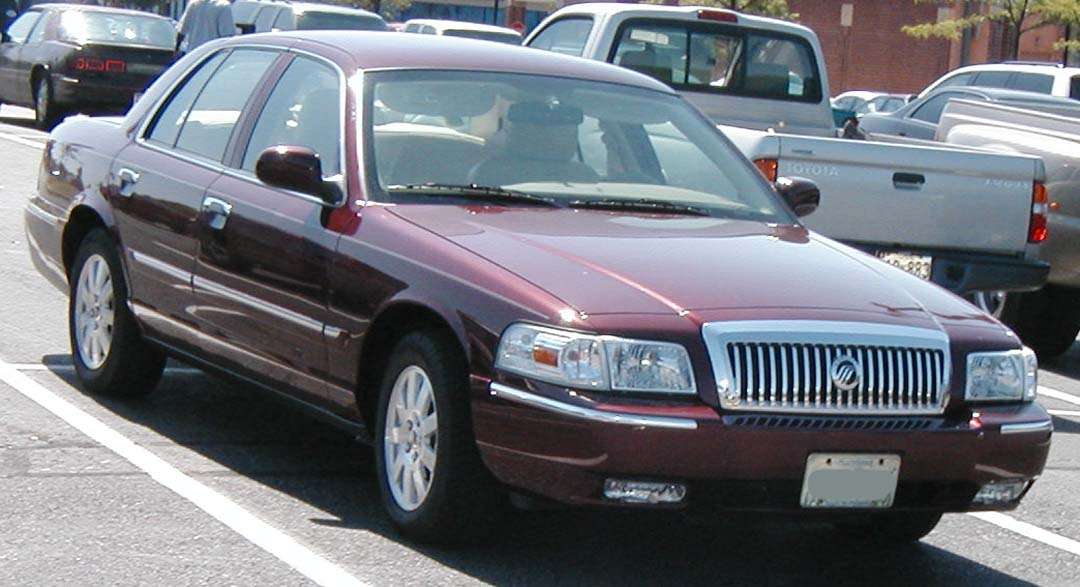
Derde generatie

De Grand Marquis kreeg een nieuw design in 1998 met volledig nieuw ontworpen voor- en achterzijden. Het model leek in veel opzichten op zijn voorganger. Toch hebben veel zaken aan het uiterlijk (behalve de deuren en het dak) een gewijzigd ontwerp. Aan het interieur werden slechts enkele dingen veranderd. De wagen kreeg een nieuw koelsysteem en een nieuw remsysteem op de voorwielen. De wielen kregen als standaardmaat 16 inch. De benzineslangen werden verplaatst naar de kant van de passagier. De wagen kreeg een sleutelcode, evenals andere Ford en Mercury modellen, om toegang tot de auto te verschaffen wanneer de sleutel in de auto werd vergeten.